# Padang Sipirok
Padang Sipirok is een bestuurslaag in het regentschap Asahan van de provincie Noord-Sumatra, Indonesië. Padang Sipirok telt 1773 inwoners (volkstelling 2010).